# Drahtzug (Gemeinde Straßburg)
Drahtzug ist eine Ortschaft in der Gemeinde Straßburg im Bezirk St. Veit an der Glan in Kärnten. Die Ortschaft hat 5 Einwohner (Stand 1. Jänner 2024).

## Lage
Drahtzug liegt im Osten der Gemeinde Straßburg, auf dem Gebiet der Katastralgemeinde St. Georgen, am Talboden des Gurktals, unweit der Gurktal Straße. Der Ort besteht heute (Stand 2025) aus zwei Gehöften: vulgo Laure (Drahtzug Nr. 1) links der Gurk und vulgo Aicher (Drahtzug Nr. 2) rechts der Gurk. Die Drahtzieherei, der der Ort den Namen verdankt, existiert nicht mehr.

## Geschichte
Das Stift Gurk betrieb hier links der Gurk über lange Zeit hinweg bis in die zweite Hälfte des 19. Jahrhunderts hinein einen Stahlhammer. Die Anlage wurde dann verkauft und für Holzverarbeitung genutzt. Am 17. Juli 1902, der Betrieb war nun im Besitz der Gebrüder Castellani, brach bei den Wirtschaftsgebäuden ein Brand aus, der sämtliche Wirtschaftsgebäude, das Gast- und Wohnhaus, die Rindenstämpfe und das Sägewerk samt großen Rindenmengen und Holzvorräten vernichtete. Der Brand griff auf den benachbarten Wald über und dehnte sich rasch aus, so dass sogar der 300 Meter entfernte Laure-Hof samt Wirtschaftsgebäuden eingeäschert wurde. Ein schweres Hochwasser der Gurk im Herbst 1909 zerstörte die Wehr. Die Brüder Castelani bauten in den Folgejahren ihren Betrieb aus, errichteten ein Elektrizitätswerk und schlossen mit einer italienischen Firma einen Vertrag, die hier im Spätherbst 1912 mit der Produktion von Drahtgeflechten für Uferschutzbauten begann. Der Betrieb wurde nach dem Kriegseintritt Italiens von den österreichischen Behörden unter Zwangsverwaltung gestellt. 1919 betrieb hier Friedrich Jergitsch ein Sägewerk, eine Drahtzieherei und Glüherei der Berg- und Wildbachverbauung. Im dritten Viertel des 20. Jahrhunderts wurden die Betriebsgebäude linksseitig der Gurk geschleift.
Der zur Zeit des Franziszeischen Katasters noch zum Ort St. Magdalen gehörende Aicher-Hof wurde irgendwann näher an die Gurk verlegt und durch eine Brücke mit dem gegenüberliegenden Betriebsgelände verbunden. In der Folge zählte man den Hof zu Drahtzug und nicht mehr zu St. Magdalen. Das wurde auch nach dem Abriss jener Brücke beibehalten, obwohl der Aicher-Hof nun wieder nur mehr über St. Magdalen erreichbar ist und deutlich näher bei St. Magdalen liegt als beim Laure-Hof.
Seit Gründung der Ortsgemeinden Mitte des 19. Jahrhunderts gehört Drahtzug zur Gemeinde Straßburg. Bis zur Volkszählung 1961 wurde Drahtzug als Ortschaftsbestandteil von Zwischenwässern geführt; beginnend mit der Volkszählung 1971 gilt Drahtzug als eigene Ortschaft.

## Bevölkerungsentwicklung
Für die Ortschaft ermittelte man folgende Einwohnerzahlen:
- 1890: 2 Häuser, 19 Einwohner (als Ortschaftsbestandteil von Zwischenwässern)[8]
- 1900: 2 Häuser, 25 Einwohner (als Ortschaftsbestandteil von Zwischenwässern)[9]
- 1910: 2 Häuser, 12 Einwohner (als Ortschaftsbestandteil von Zwischenwässern)[10]
- 1951: 5 Häuser, 70 Einwohner (als Ortschaftsbestandteil von Zwischenwässern)[11]
- 1961: 4 Häuser, 46 Einwohner (als Ortschaftsbestandteil von Zwischenwässern)[12]
- 2001: 2 Gebäude (davon 2 mit Hauptwohnsitz) mit 3 Wohnungen; 10 Einwohner und 0 Nebenwohnsitzfälle; 3 Haushalte; 0 Arbeitsstätten, 1 land- und forstwirtschaftlicher Betrieb[13]
- 2011: 2 Gebäude, 9 Einwohner, 2 Haushalte, 0 Arbeitsstätten[14]
- 2021: 2 Gebäude, 2 Einwohner, 1 Haushalt, 2 Arbeitsstätten[15]